# ذي نمبرز (موقع)
الأرقام هو موقع ويب من نوع قاعدة بيانات أفلام ‏ أنشئ في 1997، يقع مقره الرئيسي في الولايات المتحدة، وهو متوفر باللغة الإنجليزية.

## وصلات خارجية
- الموقع الرسمي